# Tomislav Ivić
Tomislav Ivić (ur. 30 czerwca 1933 w Splicie, zm. 24 czerwca 2011 tamże) – jeden z najbardziej utytułowanych trenerów piłkarskich w historii. W swojej karierze, podczas której odwiedził 10 państw, zdobył 15 ważnych trofeów.

## Osiągnięcia
| Lata      | Drużyna            | Osiągnięcia                                                                                                 |
| --------- | ------------------ | --- |
| 1972–1976 | Hajduk Split       | 1972 – Puchar 1973 – Puchar 1974 – Puchar 1974 – Mistrzostwo 1975 – Mistrzostwo 1975 – Puchar 1976 – Puchar |
| 1976–1978 | AFC Ajax           | 1977 – Mistrzostwo                                                                                          |
| 1978–1980 | Hajduk Split       | 1979 – Mistrzostwo                                                                                          |
| 1980–1983 | RSC Anderlecht     | 1981 – Mistrzostwo                                                                                          |
| 1983–1984 | Galatasaray SK     | 1985 – Puchar                                                                                               |
| 1987–1988 | FC Porto           | 1987 – Puchar Interkontynentalny 1988 – Puchar 1988 – Mistrzostwo                                           |
| 1990–1991 | Atlético Madryt    | 1991 – Puchar                                                                                               |
| 1991–1992 | Olympique Marsylia | 1992 – Mistrzostwo                                                                                          |
| 2003–2004 | Ittihad FC         | 2004 – Puchar                                                                                               |